# Salle des opérations conjointes palestiniennes
 (mai 2024).
Le contenu est difficilement compréhensible vu les erreurs de traduction, qui sont peut-être dues à l'utilisation d'un logiciel de traduction automatique.
La salle des opérations conjointes palestiniennes (arabe : غرفة العمليات المشتركة), également connu sous son nom complet la Salle commune des factions de la résistance palestinienne (arabe : الغرفة المشتركة لفصائل المقاومة الفلسطينية), est une salle d'opérations militaires conjointe qui regroupe les armes militaires des factions armées palestiniennes de la bande de Gaza, à l'exception du mouvement Fatah.

## Histoire
Il a été formé pour la première fois en 2006 afin de s'unir contre les Forces de défense israéliennes lors d'affrontements et de guerres et comprenait le Hamas et le mouvement du Jihad islamique, mais il est tombé dans l'obscurité. Il a ensuite été développé, agrandi et formé sous son nom actuel le 23 juillet 2018, parmi 12 ailes militaires après des violations par Israël à Jérusalem et à la mosquée Al-Aqsa, dont la plus importante était l'installation de portails électroniques. Il se compose actuellement de 12 groupes armés différents et a coordonné un grand nombre d’attaques contre Israël, y compris les attentats du 7 octobre, et a également coordonné la défense et les représailles contre l’agression israélienne,,. Ayman Nofal a expliqué en mai 2023 les objectifs et l'organisation de la salle, qui, selon lui, étaient de créer une alliance inter-organisationnelle pour coordonner les opérations et accroître le potentiel de la « Résistance palestinienne », et qu'elle « devienne un cadre global pour toutes les organisations, réseaux et combattants, sans exception ». Il a également donné une liste de 9 factions sur 12 qui, selon lui, étaient "pleinement unifiées sous la salle".

## Membres
- Brigades Izz ad-Din al-Qassam (Hamas)[3],[7],[4],[8]
- Brigades Al-Quds (Jihad islamique palestinien)[3],[7],[4],[8]
- Brigades Abu Ali Mustafa (Front populaire pour la libération de la Palestine)[3],[7],[8]
- Brigades de Résistance Nationale (Front démocratique pour la libération de la Palestine)[3],[7],[8]
- Brigades Al-Nasser Salah al-Deen (Comité de résistance populaire)[3],[7],[8]
- Brigades moudjahidines (Mouvement moudjahidine palestinien)[3],[7],[8]
- Brigades des martyrs d'Al-Aqsa (ex-Fatah, qui ne lui sont plus alignées)[3],[7],[8]
- Brigades Jihad Jibril (FPLP-GC)[3],[7]
- Brigades Al-Ansar (Mouvement Al-Ansar)[3],[7],[8]

- Escouades Ayman Jawda (ex-Fatah)[3],[7]
- Brigades Abd al Qadr al-Husseini (ex-Fatah)[3],[7]
- Armée Al-Assefa (ex-Fatah)[3],[7]